# Установка підготовки газу Хафджи
Установка підготовки газу Хафджи – складова інфраструктури офшорного нафтового родовища Хафджи (північне завершення супергігантського родовица Сафанія), яке знаходиться у нейтральній зоні між Кувейтом та Саудівською Аравією та перебуває у спільній розробці. 
Отриманий під час розробки Хафджи попутний газ з 1988 року частково закачувався назад в межах газліфтних операцій, над чим працювала офшорна компресорна станція добовою продуктивністю 0,71 млн м3. Крім того, з 2004-го придатний для використання у якості паливного газ споживала ТЕС Ал-Хафджі. Така схема не дозволяла монетизувати наявні в газі гомологи метану (зріджені вуглеводневі гази, ЗВГ), до того ж відчувалась нестача ресурсу для газліфтних операцій. Як наслідок, в 2011-му ввели в дію установку підготовки, розраховану на прийом 3,39 млн м3 на добу. Газ до неї має надходити як з берегових елементів комплексу, так і через трубопровід діаметром 1050 мм, прокладений від встановленої у другій половині 2000-х платформи Y2B. 
Установка має здатність вилучати до 8 тисяч барелів ЗВГ на добу. Після цього газ спрямовується місцевим споживачам, а також на нову берегову газліфтну станцію продуктивністю 1,42 млн м3 на добу (що дозволило вивести з експлуатації стару офшорну станцію). Компресори піднімають тиск, після чого газ спрямовується до офшорної газліфтної системи по трубопроводу діаметром 300 мм.
Втім, зазначена модернізація не дозволила припинити спалювання надлишкового газу, що було однією з причин зупинки видобутку з Хафджи в 2014 році. Розробка відновилась лише в 2020-му, при цьому попутний газ із значним вмістом сірководню може спрямовуватись для переробки по саудійському газопроводу Хафджи – Танаджиб та кувейтському газопроводу Хафджи – Міна-аль-Ахмаді (останній став до ладу в 2021-му та повинен також перекачувати певні обсяги придатного для використання у якості паливного газу).